# Karlo Umek
Karlo Umek (* 8. Februar 1917 in Brežice, Österreich-Ungarn; † 25. September 2010 in Ljubljana, Slowenien) war ein slowenischer Sportschütze, der 1960 für Jugoslawien an den Olympischen Sommerspielen in Rom teilnahm.
Umek wurde Februar 1917 als zehntes Kind einer Familie in Brežice geboren. 2005 wurde er Ehrenmitglied des Schützenvereins von Brežice.